# 腰神経叢
腰神経叢（ようしんけいそう）とは脊髄神経から分岐し骨盤・臀部・性器・下肢のうちに大腿・膝・脹脛へ繋がる神経叢の名称。
腰神経叢は脊髄神経から分岐し背中・腹部・鼠径部と下肢のうち大腿・脹脛・足に繋がる仙骨神経叢と相互に連結しているためこれらを合わせて腰仙骨神経叢と呼ぶ。

## 腰神経叢の構成
腰神経叢は第12胸神経～第4腰神経の前枝から構成されており、腰椎の両側で大腰筋の中に隠れる。
枝は皮枝と筋枝に分かれる。筋枝は腹筋、大腿の内側面、前面の筋を支配し、皮枝は外陰部、鼠径部、大腿の前面、内側面及び下腿の内側面に分布する。

## 枝
- 腸骨下腹神経

筋枝：錐体筋・側腹筋（外腹斜筋・内腹斜筋・腹横筋）を支配
皮枝：骨盤部の外側面及び下腹部の皮膚に分布
- 陰部大腿神経

大腿枝：大腿前面の上端中央部の皮膚に分布
陰部枝：男性では精索に沿って下行し、陰嚢に分布
筋枝：精巣挙筋を支配。女性では子宮円索に沿って陰唇に分布
- 腸骨鼡径神経

筋枝：側腹筋（内腹斜筋・腹横筋）を支配
皮枝：陰嚢叉は陰唇の皮膚に分布
- 外側大腿皮神経：上前腸骨棘の内側で鼠径靭帯の下をくぐり、大腿外側面の皮膚に分布
- 閉鎖神経（L2~L4）：閉鎖動脈と共に閉鎖管を通った後の場合

筋枝：大腿内転筋群（外閉鎖筋・薄筋・長内転筋・短内転筋・大内転筋）を支配
皮枝：大腿内側面の皮膚に分布
- 大腿神経（L2~L4）：鼠径靭帯の下の筋裂孔を通って大腿動脈に沿って下行

筋枝：骨盤腔内で腸腰筋への枝を出し、骨盤から出た後は恥骨筋・縫工筋・大腿四頭筋・膝関節神経を支配
皮枝：主に大腿前面の皮膚へ分布
- 伏在神経

皮枝：膝関節の内側で皮下に出て、下行して下腿と足背の内側面に分布